# Амрам
Амрам (на иврит: עַמְרָם) е персонаж от Библията.
Според старозаветната книга „Изход“ той е роден в Египет като син на Каат, един от синовете на Леви, и е брат на Ицхар, Хеврон и Узиил.[Изход 6:18] Жени се за сестрата на баща си Иохаведа, а децата им – Моисей, Аарон и Мириам[Изход 6:20] – играят важна роля в авраамическите религии, особено в юдаизма.